# Adrien Lachenal
Adrien Lachenal (Genève, 19 mei 1849 - Versoix, 29 juni 1918) was een Zwitsers advocaat, rechter en politicus voor de Vrijzinnig-Democratische Partij (FDP/PRD) uit het kanton Genève. Van 1893 tot 1899 was hij lid van de Bondsraad. In 1896 was hij bondspresident van Zwitserland.

## Biografie

### Afkomst en opleiding
Adrien Lachenal was een zoon van Jacques Lachenal, een gerechtsdeurwaarder, en van Marie-Thérèse Jacquier. Hij studeerde rechten in Genève, Parijs en Heidelberg en behaalde zijn diploma in 1872 in Genève. In 1878 trouwde hij met Anne Louise Eggly.

### Jurist
Vanaf 1872 was Lachenal actief als advocaat. Vervolgens was hij van 1874 tot 1878 subsituut-procureur. Nadien ging hij opnieuw als advocaat aan de slag en viel hij op als groot redenaar en een uitstekende assisenadvocaat. Van 1885 tot 1892 was hij plaatsvervangend rechter in het hof van justitie van Genève.

### Politicus

#### Vroege carrière
Van 1880 tot 1882 zetelde Lachenal in de Grote Raad van Genève, waar hij overigens na zijn periode als lid van de Bondsraad een tweede maal zou zetelen van 1900 tot 1913. Op kantonnaal vlak stond hij, samen met zijn vertrouweling Georges Favon en met Alexandre Gavard en Pierre Moriaud, voor een nieuwe radicaal-liberale tendens, die verjongend was en was gericht op een meer sociale opvatting van politiek dan die van de radicalen op nationaal vlak onder leiding van Antoine Carteret. In 1907 was hij een van de architecten van de wet op de scheiding van kerk en staat.
Van 5 december 1881 tot 1 september 1884 was Lachenal voor een eerste maal lid van de Kantonsraad. Bij de federale parlementsverkiezingen van 1884 werd hij fervolgens verkozen tot lid van de Nationale Raad, waar hij zetelde van 1 december 1884 tot 1 december 1892. Van 1 juni 1891 tot 7 juni 1892 was hij Voorzitter van de Nationale Raad.

#### Lid van de Bondsraad
Op 15 december 1892 werd Lachenal in de eerste stemronde met 139 stemmen verkozen als lid van de Bondsraad. Hij volgde daarbij Numa Droz op. Eerst beheerde hij het Departement van Buitenlandse Zaken van 1893 tot 1895. Vervolgens was hij in 1896 hoofd van het Departement van Politieke Zaken en in 1897 van het Departement van Handel, Industrie en Landbouw. Nadien was hij van 1898 tot 1899 hoofd van het Departement van Binnenlandse Zaken. In 1896 was hij bondspresident van Zwitserland, nadat hij het jaar voordien vicevoorzitter van de Bondsraad was geweest.
Als hoofd van het Departement van Buitenlandse Zaken wist hij zich te onderscheiden door zijn gevoel voor diplomatie, in het bijzonder bij het oplossen van de kwestie rond de vrijhandelszones en de Frans-Zwitserse economische betrekkingen. Als hoofd van het Departement van Binnenlandse Zaken was hij voorstander van de wet op de ziektekosten- en ongevallenverzekering en de nationalisatie van de Zwitserse spoorwegen. Als bondspresident opende hij de nationale tentoonstelling in zijn thuisstad Genève.

#### Latere carrière
Na zijn vertrek uit de Bondsraad werd Lachenal op 1 maart 1900 opnieuw lid van de Kantonsraad. Zij zou er blijven zetelen tot zijn overlijden in 1918. Van 7 december 1903	tot 5 december 1904 was hij voorzitter van de Kantonsraad.

## Trivia
- Lachenal was een actief vrijmetselaar en was lid van de progressieve Geneefse loge Fidélité et Prudence.
- In het Zwitserse leger had hij de graad van kolonel bij de militaire justitie.